# Paray-le-Frésil
Paray-le-Frésil és un municipi francès, situat al departament de l'Alier i a la regió d'Alvèrnia-Roine-Alps. L'any 2007 tenia 430 habitants.

## Demografia

### Població
El 2007 la població de fet de Paray-le-Frésil era de 430 persones. Hi havia 188 famílies de les quals 60 eren unipersonals (28 homes vivint sols i 32 dones vivint soles), 64 parelles sense fills, 44 parelles amb fills i 20 famílies monoparentals amb fills.
La població ha evolucionat segons el següent gràfic:
Habitants censats

### Habitatges
El 2007 hi havia 255 habitatges, 196 eren l'habitatge principal de la família, 36 eren segones residències i 23 estaven desocupats. 249 eren cases i 5 eren apartaments. Dels 196 habitatges principals, 144 estaven ocupats pels seus propietaris, 45 estaven llogats i ocupats pels llogaters i 7 estaven cedits a títol gratuït; 18 tenien dues cambres, 48 en tenien tres, 60 en tenien quatre i 70 en tenien cinc o més. 121 habitatges disposaven pel capbaix d'una plaça de pàrquing. A 77 habitatges hi havia un automòbil i a 96 n'hi havia dos o més.

### Piràmide de població
La piràmide de població per edats i sexe el 2009 era:
| Homes | Edats   | Dones |
| ----- | ------- | ----- |
| 0     | 95 o +  | 0     |
| 4     | 90 a 94 | 0     |
| 4     | 85 a 89 | 4     |
| 4     | 80 a 84 | 0     |
| 0     | 75 a 79 | 28    |
| 12    | 70 a 74 | 8     |
| 8     | 65 a 69 | 8     |
| 16    | 60 a 64 | 16    |
| 0     | 55 a 59 | 8     |
| 36    | 50 a 54 | 12    |
| 8     | 45 a 49 | 20    |
| 12    | 40 a 44 | 12    |
| 24    | 35 a 39 | 4     |
| 20    | 30 a 34 | 8     |
| 12    | 25 a 29 | 16    |
| 12    | 20 a 24 | 8     |
| 32    | 15 a 19 | 8     |
| 4     | 10 a 14 | 4     |
| 4     | 5 a 9   | 8     |
| 16    | 0 a 4   | 4     |

## Economia
El 2007 la població en edat de treballar era de 282 persones, 195 eren actives i 87 eren inactives. De les 195 persones actives 176 estaven ocupades (98 homes i 78 dones) i 19 estaven aturades (8 homes i 11 dones). De les 87 persones inactives 31 estaven jubilades, 17 estaven estudiant i 39 estaven classificades com a «altres inactius».

### Ingressos
El 2009 a Paray-le-Frésil hi havia 199 unitats fiscals que integraven 441 persones, la mediana anual d'ingressos fiscals per persona era de 15.032 €.

### Activitats econòmiques
Dels 8 establiments que hi havia el 2007, 1 era d'una empresa de construcció, 2 d'empreses de comerç i reparació d'automòbils, 1 d'una empresa immobiliària, 2 d'empreses de serveis i 2 d'empreses classificades com a «altres activitats de serveis».
Dels 4 establiments de servei als particulars que hi havia el 2009, 1 era un guixaire pintor, 1 lampisteria i 2 restaurants.
L'únic establiment comercial que hi havia el 2009 era una botiga de menys de 120 m².
L'any 2000 a Paray-le-Frésil hi havia 26 explotacions agrícoles que ocupaven un total de 2.620 hectàrees.

## Equipaments sanitaris i escolars
El 2009 hi havia una escola elemental integrada dins d'un grup escolar amb les comunes properes formant una escola dispersa.

## Poblacions més properes
El següent diagrama mostra les poblacions més properes.